# Лейтес Олександр Михайлович
Ле́йтес Олекса́ндр Миха́йлович (5 квітня 1901, Брест-Литовськ, Гродненська губернія, Російська імперія — 3 травня 1976, Москва, Російська РФСР, СРСР) — український і російський радянський критик і літературознавець.

## Біографія
Олександр Лейтес народився 1901 року в м. Брест-Литовську (нині — м. Берестя, Білорусь) в інтелігентській сім'ї.
1922 року закінчив Харківський Інститут Народної Освіти.

## Творча діяльність
Належав послідовно до Гарту, ВАПЛІТЕ, ВУСПП.
Першу збірку віршів — «Твоїх ночей» видав у 1920 році. Але початком власного літературного шляху вважав публікацію статей «Достоєвський у світлі революції» та «Плюралізм в української поезії» (1922).
Потім побачили світ «Жовтень і західна література» (1924), «Ренесанс української літератури: факти й перспективи» (1925), «Від Барбюса до Ремарка» (1930), «Шлях до роману» (1926), «Наш літературний урбанізм» (1927), «Павло Тичина» (1941), «Шевченко и современность» (1934) та ін.
Разом з Миколою Яшеком підготував тритомний біобібліографічний довідник «Десять років української літератури», (1917—1927) т. 1—2, 1928, т. 2 перевидано, 1930. Хоча третій том, на жаль, так і не побачив світ.
На початку 1930-х років переїхав до Москви.
Олександр Лейтес — автор низки робіт з питань сучасної західної і української літератури. Якщо не враховувати раннього виступу Лейтеса із дещо парадоксальною брошурою «Поезія як анахронізм», початком його критичної діяльності є книга «Ренесанс української літератури», що недооцінила значення класової боротьби в українській літературі. Цю недооцінку широко використовували в дискусії (див. «Хвильовий і „Українська література“») прихильники ідей Хвильового. Сам Лейтес участі в дискусії не брав і в подальшій своїй критичній роботі відштовхується від ідеї «хвильовізма» і установок «Ренесансу».
З решти робіт Олександра Лейтеса слід зазначити збірку «Силуети Заходу» (присвячений західноєвропейській літературі) і тритомну працю «Десять років української літературі» (у співпраці с Миколою Яшеком), що викликала низку відгуків в українській і закордонній пресі. Робота відрізняється тенденційністю в дусі «ваплітовства» як у підборі самого матеріалу, так і в оцінці його.
Автор статей і рецензій про творчість радянських письменників (Максим Горький, Сергій Єсенін, Володимир Маяковський, Ілля Еренбург, Василь Гроссман, Олексій Сурков, Маргарита Алігер та ін.).
«Шевченко и современность» (1934), Писав про закордонних письменників (статті про Дж. Байрона, П. Ж. Беранже, О. Генрі, С. Цвейга, Л. Фейхтвангера, А. Барбюса, Г. Белля ті ін.), про всесвітній вплив російської літератури.